# 戴鱀
戴鱀（1490年—1556年），字時重，號東石，浙江寧波府鄞縣人，明朝政治人物。

## 生平
正德十一年（1516年）丙子科浙江鄉試第十一名舉人，正德十二年（1517年）聯捷丁丑科會試第二百八十一名，二甲第八十四名進士。授刑部河南司主事，進河南司員外郎，升四川按察司僉事、整飭安綿兵備，但因觸怒朝中高官而遭落職。回鄉家居八年，再次啟用，出任河南按察司僉事，寻转江西布政使司参议、提督粮储，升副使、兵备饶州兼督造尚方磁器，丁内艰归。服阕，起补广西府江兵备副使，升江西参政，寻升山西按察使，歷升广西右布政使、四川左布政使，丁外艰，免丧补江西左布政使。官至都察院右副都御史，巡抚四川。任地方官时，经常轻车简从下访民间问候老百姓的疾苦，并为之興罷。精於吏事，又负气节。因流言蜚语而遭奪職回乡，居家三年而卒，年六十七。

## 著作
著有《戴中丞遺集》（《東石遺稿》）八卷等，錄著於清朝《四庫總目》中傳於世。

## 家族
曾祖戴鍾，封通判。祖父戴浩，永乐举人，曾任雷州府、永州府知府，官至陕西巩昌府知府，進階亞中大夫。父戴槚，为儒学教谕，封南京刑部员外郎。母杜氏，封宜人。具庆下。戴鱀與兄戴鳌、戴鯨、弟戴䲀俱登黃甲，為明朝罕有的“一門兄弟四进士”。